# گینسبرگ بزرگ
گینسبرگ بزرگ (انگلیسی: Ginsberg the Great) یک فیلم کمدی صامت گمشدهٔ آمریکایی است که در سال ۱۹۱۹ منتشر شد.

## بازیگران
- جورج جسل
- آدری فریس
- گرترود آستور
- تاینی سندفورد
- داگلاس جرارد
- تئودور لورچ